# Sajenice
Sajenice is een plaats in Slovenië in de NUTS-3-regio Jugovzhodna Slovenija. De plaats telde 28 inwoners op 1 januari 2020.
Op 26 februari 2011 werd de plaats van de gemeente Trebnje en opgenomen in de op die dag gevormde gemeente Mirna.